# Destiny (gra komputerowa)
Destiny – gra komputerowa z gatunku first-person shooter stworzona przez znane z serii Halo studio Bungie i wydana przez Activision Blizzard. Ukazała się na całym świecie 9 września 2014 na platformach: Xbox 360, Xbox One, PlayStation 3 oraz PlayStation 4. Pierwsze wzmianki o rozpoczęciu produkcji nad Destiny, Bungie ujawniło na Games Developers Conference w marcu 2011 roku.
Akcja Destiny umiejscowiona jest na Ziemi w odległej przyszłości, gdzie bohater wciela się w rolę strażnika, który musi ocalić ludzkość przed siłami ciemności. Świat przedstawiony w grze obejmuje część Układu Słonecznego: Ziemię, Księżyc, Wenus, Marsa, Merkurego, pierścienie Saturna itd. Gracz w trakcie rozgrywki może rozwijać umiejętności swojej postaci oraz zdobywać nowe pancerze i rodzaje broni. Destiny oparte jest na wspólnej grze ze znajomymi, zarówno przeciwko sztucznej inteligencji jak i innym graczom.
8 września 2017 roku odbyła się premiera gry Destiny 2 na konsolach PlayStation 4 i Xbox One. Wersja na PC ukazała się 24 października.

## Rozgrywka
Destiny to  pierwszoosobowa strzelanina z elementami gry MMO (producent gry, Bungie, unika jednak określania swojej produkcji mianem MMO, proponując nową nazwę gatunku – „shared-world shooter”). Gra jest nastawiona na rozgrywkę wieloosobową. Zawiera kampanię, którą może ukończyć w pojedynkę, lub w kooperacji; publiczne wydarzenia, oraz tryby PvP i raidy. Gracz wciela się w strażnika, który może należeć do jednej z trzech klas: Hunter, Titan i Warlock. W grze zawarto rozwój postaci, które mogą awansować na wyższy poziom po zdobyciu określonej liczby punktów doświadczenia. Ponadto postacie mogą zdobywać ekwipunek, który wpływa na ich statystyki.

## Dodatki
Destiny doczekało się czterech rozszerzeń: Destiny: The Dark Below, Destiny: House of Wolves, Destiny: Rise Of Iron i Destiny: The Taken King.

## Sezony
Destiny podzielone jest na trzy sezony. W grze posiadają nazwy: Year 1, Year 2 i Year 3. Year 1 obejmuje okres dodatków i aktualizacji do wydania Destiny: The Taken King. Od tego czasu rozpoczyna się Year 2. Wydanie dodatku Destiny: Rise of Iron rozpoczyna Year 3.

## Odbiór gry
Gra w wersji na Playstation 4 otrzymała zróżnicowane oceny od recenzentów, uzyskując według agregatora GameRankings średnią 76,83% oraz 76/100 punktów według serwisu Metacritic. Kevin VanOrd z serwisu GameSpot pochwalił wspaniałą grafikę i dobrą ścieżkę dźwiękową, natomiast skrytykował powtarzalność misji i nieciekawą fabułę gry.